# Kanapielka
Kanapielka (biał. Канапелька; ros. Конопелька, Konopielka; hist. pol. Konopielki; biał. Канапе́лькі, Kanapielki) – wieś na Białorusi, w obwodzie homelskim, w rejonie lelczyckim, w sielsowiecie Bujnowicze.